# Anne-Victoire Dervieux
Anne-Victoire Dervieux, född 1752, död 1826, var en fransk balettdansös, operasångerska och kurtisan. 

## Biografi

### Bakgrund och olika yrken
Dervieux var dotter till en tvätterska i Paris. Hon debuterade som dansös på Operan i Paris 1765, i 13 års ålder. Hon verkade senare som sångerska, även om kritiken inte ansåg henne framstående som artist. 
Deriveux hade också en parallell, mer framgångsrik karriär som prostituerad, något som inte var ovanligt vid denna tid. Hon var välkänd som kurtisan, det vill säga lyxprostituerad, och hon räknade hertig de Conti och kungens bröder greven av Artois och greven av Provence bland sina kunder samt delade hertigen av Soubise som kund med sin kollega Marie-Madeleine Guimard. Dervieux och Guimard tillhörde dussinet mest välkända kurtisaner i Paris på sin tid och var som sådana celebriteter som frekvent förekom i skandalpressen. 

### Palatset
Dervieux är känd för att i ha låtit uppföra ett palats i Paris, ett palats som blev berömt redan i hennes samtid. Palatset, dit hon flyttade i början av 1780-talet, var beläget på rue Chantereine (dagens rue de la Victoire) och var känt för sin elegans. Tvåvåningshuset restes ursprungligen av Alexandre Brongniart, men 1788 lät arkitekten François-Joseph Bélanger bygga om det i tidens Pompeji-påverkade nyklassicism.
Baronessan d'Oberkirch har i sina memoarer beskrivit huset som "Det var som en ädelsten. Enkom möblemanget var värt en kungs lösen. Både hovet och staden hade bidragit till dess utsmyckning." Huset rosades även av bröderna Goncourt, med badrum i etruskisk stil och en matsal med arabesker i silver. Huset sades inalles ha varit försett med 124 stolar, tre gånger så många som i ett typiskt parisiskt adelsmannahem. Väggarna var relativt klädsamt dekorerade och sades ha färre nakenmålningar än i Versailles.

### Senare år
Efter att ha avslutat sin karriär på scenen gifte sig Dervieux med sin arkitekt Bélanger. Äktenskapet har dock sagts ha varit av konvenanskaraktär, och en älskare till Dervieux sägs ha bott i fastigheten. Dervieux adopterade ett flickebarn.
Dervieux hölls tillfälligt fängslad under franska revolutionen, men hon undgick avrättning. Hennes palats kom senare att bebos av Hortense Bonaparte, faster till Sveriges och Norges blivande drottning Josefina.